# Louis Balbach
Louis James Balbach, född 23 maj 1896 i San Jose i Kalifornien, död 11 oktober 1943 i Portland i Oregon, var en amerikansk simhoppare.
Balbach blev olympisk bronsmedaljör i svikthopp vid sommarspelen 1920 i Antwerpen.